# Tadeusz Cuch
Tadeusz Cuch (Polonia, 17 de febrero de 1945) fue un atleta polaco especializado en la prueba de 4 × 100 m, en la que consiguió ser subcampeón europeo en 1971.

## Carrera deportiva
En el Campeonato Europeo de Atletismo de 1971 ganó la medalla de plata en los relevos 4x100 metros, con un tiempo de 39.7 segundos, llegando a meta tras Checoslovaquia y por delante de Italia (bronce).